# フェデリコ・テシオ

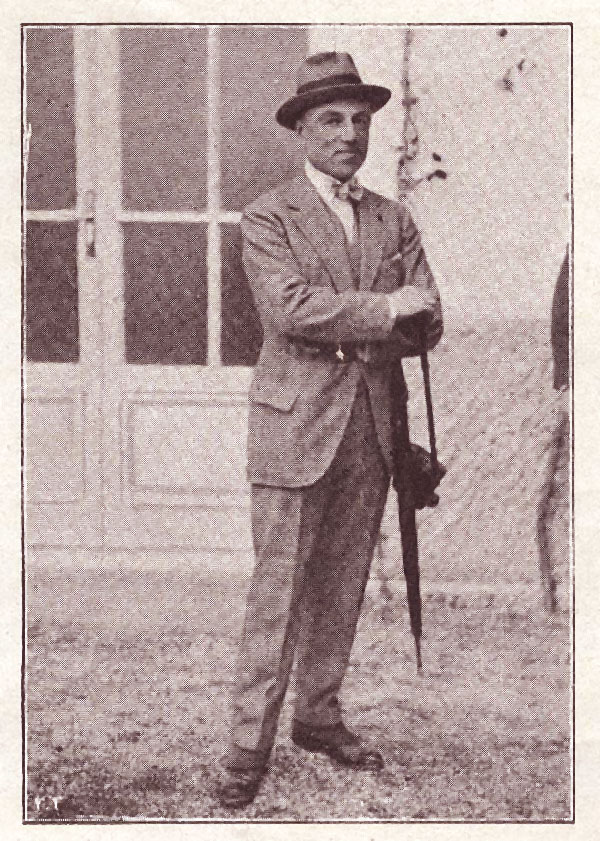
フェデリコ・テシオ

フェデリコ・テシオ（Federico Tesio、1869年1月17日 - 1954年5月1日）はイタリアの馬産家、馬主、調教師、上院議員である。当時競馬が始まったばかりのイタリアで、年間僅か10数頭の生産馬からリボー、ネアルコ等の世界的名馬を生産した。異名は「ドルメロの魔術師」（Il mago di dormello、イル・マーゴ・ディ・ドルメッロ）。

## 生涯
トリノの裕福な家庭に生まれた。幼少の頃に両親を亡くし、モンカリエリの寄宿学校で13年間学んだ後、軍隊に入り騎兵隊の少尉として軍役を終えた。その後両親の遺産を受け継ぐと世界旅行に出掛け、フィレンツェの大学の外交官課程で学び、ギャンブルにおぼれたり、アマチュア騎手をしてみたりと気ままな生活を送っていた。
テシオの転機は、リディア・テシオ（Lydia Fiori di Serramezzana、リディア・フィオーリ・ディ・セッラメッツァーナ）との結婚である。1898年、ミラノ北部マッジョーレ湖の近くにドルメロ牧場という小さな牧場を開いた。このときテシオ29歳であった。
1930年頃、テシオはオルジアタ牧場を所有するマリオ・インチーサ・デッラ・ロケッタ（Mario Incisa della Rocchetta）侯爵を共同経営者に迎えて「ドルメロ・オルジアタ牧場会社」（Razza Dormello-Olgiata）を設立し、生産規模を拡大した。これによりインチーサの経済的援助を得ることができ、また冬の間は温暖なオルジアタ牧場に馬を移すなど柔軟な経営が可能となった。その後はネアルコ、リボーなど数々の名馬を生産し、ヨーロッパの競馬界で一時代を築く。
テシオは1954年5月に死去した。その後のドルメロ・オルジアタ牧場会社は妻リディア・テシオとインチーサ家に引き継がれ、リディアが1968年に死去してからはインチーサ家の単独経営となった。ドルメロ・オルジアタ牧場会社は21世紀でも馬産を続けており、例えば2019年にイタリアオークスを制したLamaire（父Casamento、母Lilanga、母の父カラニシ）は、同社の生産馬である。

## 馬産

### 生産方針
生産する馬の距離適性はクラシックディスタンス重視であった。マイラーやスプリンターは好まず、こうした「純粋なスピード馬」のことは失敗作だと見なしていた。
生前、自身の最高傑作はカヴァリエーレ・ダルピーノだと周囲に語っていた。ネアルコは真のステイヤーではないとしてテシオ自身の評価は低く、また凱旋門賞を連覇したリボーは、テシオが死去した時点では未出走であり、そのレース姿を見る機会はなかった。

### 配合の傾向
テシオの配合方針はかなり複雑で、著書『サラブレッドの生産』にまとめられている。配合理論としてはニックスを重視していた。また配合する種牡馬の選択にあたっては、スピードと早熟性を重視していた。ただしテトラテマのような生粋のスプリンターの種牡馬は起用せず、2歳時に優れた成績を残して3歳時はクラシック競走で活躍できるような、優れたスピードとある程度のスタミナとを併せ持った種牡馬を理想と考えていた。テシオの馬産において重要な役割を果たした種牡馬に、アヴルサックとファロスがいる。
馬産家には、牧場に種牡馬を置いて繁殖に多用するタイプ（「ホーム・ブリーダー」）と、牧場に種牡馬を置かず、手持ちの牝馬と他牧場の種牡馬で繁殖を行うタイプ（「アウトサイド・ブリーダー」）がいる。テシオは明らかに後者のタイプであり、第二次世界大戦中はやむを得ず自分の牧場に種牡馬を置いたものの、それ以外の時期は牧場に種牡馬を置かなかった。これは所有馬全体の血統的多様性を維持するためと、繁殖牝馬の配合相手を選ぶときに欲や身贔屓によって判断が狂わないようにするためであった。自分の生産した種牡馬は次代の生産にあまり使わなかったが、例外もあり、リボーは父系曾祖父のカヴァリエーレ・ダルピーノ、祖父ベッリーニ、父テネラニ、そしてリボー自身と4代続けてテシオの生産である。
安価な繁殖牝馬を導入し、世代を重ねて改良することで成果を挙げた。リボー、ネアルコ、ドナテッロは、いずれもテシオが安く買ってきた繁殖牝馬の孫世代である。ただし特定の牝系の存続にこだわり過ぎるのは得策ではないとも考えており、毎年イギリスのニューマーケットに赴いて新しい牝馬を何頭か購入し、牧場の繁殖牝馬の顔ぶれが固定しないように少しずつ入れ替えていた。

### 同時代の馬産家
エイブラム・S・ヒューイットは、著書『名馬の生産』でテシオを同時代の著名な馬産家のアーガー・ハーン3世やマルセル・ブサックと比較し、以下のことを指摘している。
- ブサックはホーム・ブリーダー、テシオはアウトサイド・ブリーダー[29]。
- アーガー・ハーン3世はスピードを基礎として持久力を作り出せると考えていたが、逆にテシオは持久力を基礎としてスピードを作り出せると信じていたようだ[26]。

なおテシオの共同経営者であったインチーサによると、1939年頃にアーガー・ハーン3世が、イギリスおよびアイルランドに置いている彼の持ち馬を丸ごと買い取らないかとテシオに持ち掛けたことがあったという。金銭的な条件面では折り合いが付きそうだったが、付帯条件（全ての馬を即刻引き取ることや馬だけでなく厩務員の面倒も見ることなど）の面で合意に至らず、実現しなかった。
イタリア国内での数少ないライバルにジュゼッペ・デ・モンテル（Giuseppe De Montel）がいた。デ・モンテルは豊富な資金力を背景に各国から良血馬を次々に導入し、1929年にはテシオに先んじてオルテッロで凱旋門賞を制覇している。当時のイタリアで、自分の繁殖牝馬を国外の種牡馬の元へ積極的に送り込む馬産家は、テシオとデ・モンテルくらいしかいなかった。

## 趣味
テシオは美術愛好家であり、生産馬には美術家にちなんだ馬名を与えていた。馬名の元となった美術家には、例えばボッティチェッリ、ミケランジェロ、ドナテッロ、ドーミエ、トゥールーズ＝ロートレックなどがいる。代表生産馬のリボーとネアルコは、それぞれフランスのテオデュール＝オーギュスタン・リボーと古代ギリシャのネアルコス（イタリア語名：ネアルコ）から名付けたとされる。中村不折から取ったとされるナカムロ（Nakamuro）、高村光太郎から取ったとされるトカムラ（Tokamura）といった生産馬もいた。
テシオ自身が画家でもあり、妻リディアの肖像画や自身の生産馬（トルビド、テネラニ）の絵などを何点か残している。また家具作りも趣味としていた。一時期は自前の家具工房を持つほど熱中しており、ドルメロ牧場の家具類のほぼ全ては自分でデザイン・製造したものであった。

## 生産者としての記録
- イタリアダービー（デルビーイタリアーノ） - 通算22勝[44]
- イタリアオークス - 通算11勝[44]
- イタリアセントレジャー - 通算18勝[44]
- ミラノ大賞典 - 通算22勝[44]
- 凱旋門賞 - 通算2勝[44]

など

## 主な生産馬
- リボー（Ribot、1952）　16戦16勝、凱旋門賞連覇、キングジョージ6世&クイーンエリザベスステークス、ミラノ大賞典、ジョッキークラブ大賞、クリテリウムナツィオナーレ、伊グランクリテリウム、英リーディングサイアー3回
- ネアルコ（Nearco、1935）　14戦14勝、パリ大賞典、デルビーイタリアーノ、イタリア大賞、ミラノ大賞典、クリテリウムナツィオナーレ、伊グランクリテリウム、キウスラ賞、パリオリ賞（伊2000ギニーに相当）、英リーディングサイアー3回
- ドナテッロ（Donatello、1934 ）　9戦8勝、デルビーイタリアーノ、ミラノ大賞、イタリア大賞、クリテリウムナツィオナーレ、伊グランクリテリウム
- ボッティチェッリ（Botticelli、1951）　18戦14勝、アスコットゴールドカップ、イタリアクラシック三冠、イタリア大賞、ミラノ大賞典、クリテリウムナツィオナーレ
- テネラニ（Tenerani、1944）　24戦17勝、デルビーイタリアーノ、クイーンエリザベスステークス（現キングジョージ6世&クイーンエリザベスステークス）、グッドウッドカップ、イタリア大賞、ミラノ大賞典、セントレジャーイタリアーノ、伊ジョッキークラブ大賞、リボーの父
- ベッリーニ（Bellini、1937） 23戦15勝、デルビーイタリアーノ、ファッショ賞（セントレジャーイタリアーノ）、ジョッキークラブ大賞、テネラニの父
- カヴァリエーレ・ダルピーノ（Cavaliere d'Arpino、1926）　5戦5勝、ミラノ大賞典、イタリアリーディングサイアー、ベッリーニの父
- ロマネッラ（Romanella、1943）　7戦5勝、クリテリウムナツィオナーレ、リボーの母
- ノガラ（Nogara、1928）　18戦14勝、レジーナエレナ賞（伊1000ギニーに相当）、パリオリ賞、クリテリウムナツィオナーレ、ネアルコの母
- ブラック（Braque、1954）　12戦全勝、デルビーイタリアーノ、イタリア大賞、ミラノ大賞典、セントレジャーイタリアーノ
- スコパス（Scopas、1919）　6勝、バーデン大賞、伊ジョッキークラブ大賞
- アペレ（Apelle、1923）　23戦14勝、デルビーレアーレ、ミラノ大賞典、コロネーションカップ、フランスリーディングサイアー
- ニコロデラルカ（Niccolo dell'Arca、1938）　15戦12勝、イタリアクラシック三冠、イタリア大賞、ミラノ大賞典、伊グランクリテリウム、ネアルコの半弟
- トレヴィサーナ（Trevisana、1945）　22戦17勝、イタリア大賞、セントレジャーイタリアーノ、クリテリウムナツィオナーレ、伊グランクリテリウム
- アストルフィーナ（Astolfina、1945）　19戦14勝、エレナ王妃賞、パリオリ賞、伊オークス、ジョッキークラブ大賞、ミラノ大賞典
- ドーミエ（Daumier、1948）　15戦13勝、デルビーイタリアーノ、セントレジャーイタリアーノ、ジョッキークラブ大賞、クリテリウムナツィオナーレ、伊グランクリテリウム
- ファウスタ(Fausta、1911)        14戦9勝、デルビーイタリアーノ、伊オークス、メソニエ、ミケランジェロ、メロッツオダフォルリの母、ミカエラの母母、牝系子孫に世界初の白毛のG1馬のソダシなど